# Alewijn de Groot (schip, 1895)
De Alewijn de Groot is varend monument, dat als wachtschip in gebruik is als moederschip bij waterscouting Burgemeester van Haarengroep in Schiedam.
 Het schip heeft 21 kooien, een toilet, een dagverblijf, een stuurliedenverblijf en een kombuis
In de winter ligt het schip sinds 2010 in de Wilhelminahaven, 's Zomers zijn de opkomsten in het zeeverkennerscentrum "De Visserij" in Brielle.  Met het schip gaan de zeeverkenners, de wildevaart en de stam op kamp.
De stuurhut van het schip was anno 2016 aan onderhoud en renovatie toe. Met ondersteuning van het Gemeenschapsfonds Schiedam en de Samenwerkende Maritieme fondsen kon het werk worden aangepakt.

## Geschiedenis
De geschiedenis van het schip is in de publiciteit weinig beschreven. Daarentegen wel formeel in de liggers. Naar alle waarschijnlijkheid is het bouwjaar in twee liggers fout vermeld. Het daar vermelde 1875 moet 1895 zijn. Het Rijnschepen Register van 1898 geeft J. den Haan uit Werkendam als eigenaar van de in 1895 te Vrijenban gebouwde TWEE GEBROEDERS. In dat register van 1882 komt geen TWEE GEBROEDERS van J. den Haan voor.

## Liggers Scheepmetingsdienst[5]
| Meetnummer        | District en volgnr. | Meetdatum         | Meetplaats | Lengte [m] | Breedte [m] | Inzinking [m] | Waterverplaatsing [ton] | Naam             | Eigenaar          | Domicilie |
| ----------------- | ------------------- | ----------------- | ---------- | ---------- | ----------- | ------------- | ----------------------- | ---------------- | ----------------- | --------- |
| D381N             | Dordrecht 381       | 30 april 1895     | Dordrecht  | -          | -           | -             | 138,482                 | Twee Gebroeders  | J. den Haan       | Werkendam |
| D381N (hermeting) | Dordrecht           | 27 juli 1904      | Dordrecht  | 25,70      | 5,63        | -             | 135,846                 | Twee Gebroeders  | J. den Haan       | Werkendam |
| R10723N           | Rotterdam 10723     | 23 september 1937 | Rotterdam  | 25,27      | 5,62        | -             | 136,038                 | Twee Gebroeders  | W.v.d. Heuvel Pzn | Werkendam |
| R39815N           | Rotterdam 39815     | 25 augustus 1976  | -          | 25,17      | 5,65        | 1,19          | 36,408                  | Alewijn de Groot | -                 | -         |
| HN 4133           | -                   | 23 november 1993  | -          | 24,95      | 5,65        | 1,65          | -                       | -                | -                 | -         |